# Barbara (zangeres)
Barbara, artiestennaam van Monique Andrée Serf (Parijs, 9 juni 1930 – Neuilly-sur-Seine, 24 november 1997), was een Franse zangeres, tekstschrijver en componist.
Bekende door haar uitgevoerde nummers zijn Dis, quand reviendras-tu? (1962), Nantes (1964), La solitude (1965) en L'aigle noir (1970). Een station op lijn 4 van de Metro van Parijs is naar haar vernoemd.

## Biografie
Omdat ze van Joodse afkomst was, moest Barbara tijdens de bezetting van Frankrijk door de nazi's in de Tweede Wereldoorlog met haar familie onderduiken. In het boek Il était un piano noir vertelt ze hierover. Na de oorlog hoorde een buurvrouw die muzieklerares was, haar zingen en zette zich in om ervoor te zorgen dat zij haar zangtalent kon ontwikkelen.
Ze kreeg zang- en pianolessen en schreef zich in bij de École supérieure de musique, een conservatorium. Verder zong ze bij La Fontaine des Quatre Saisons, een populair cabaret in het 7e arrondissement van Parijs. Door haar lengte, zwarte kleren, gitzwarte haren en bleek gezicht had ze een spookachtige verschijning die de melancholie van de teleurgestelde liefde weergaf.
Tussen 1950 en 1952 woonde ze in Brussel, waar ze een actief lid werd van de kunstgemeenschap. Haar vrienden veranderden een oud atelierhuis in een concertzaal waar Barbara nummers van Édith Piaf, Juliette Gréco en Germaine Montero speelde en zong. Haar carrière ontwikkelde zich echter langzaam en het was moeilijk om rond te komen. In oktober 1953 trouwde ze met Claude John Luc Sluys, een Belgische rechtenstudent van wie ze in 1956 scheidde. (In het lied 'Mes hommes' zingt Barbara niet over de minnaars die ze heeft gehad, maar over haar musici.)
Toen ze in Parijs terugkwam, ontmoette ze Jacques Brel en raakte met hem bevriend. Ze vertolkte verschillende liedjes van hem. Later werd ze voorgesteld aan Georges Brassens. Ze gaf verschillende optredens in kleine zaaltjes en er ontwikkelde zich een trouw publiek, met name vanuit de studenten van het quartier Latin in Parijs.
In 1957 keerde ze terug naar Brussel om haar eerste plaat op te nemen, maar pas in 1961 werd ze beroemd door optredens in de muziektempel van Bobino bij Montparnasse in Parijs. Ze ging verder in kleine zaaltjes en twee jaar later in het Théâtre des Capucines. Ze wist de aandacht te trekken en vast te houden van het publiek met een nieuw repertoire. Vanaf dat moment was haar naam gevestigd en in 1964 tekende ze een contract met de platenmaatschappij Philips Records.
Tijdens het componeren werd ze geïnspireerd door componisten als Mireille en Charles Trenet, de twee grootste vedettes van haar tijd. Haar capaciteit haar eigen liedjes te schrijven versterkte haar imago. De lyrische poëtische teksten, haar dramatiek en diepgang van de emotie in haar stem verzekerden haar van een publiek dat haar dertig jaar volgde. De liedjes uit deze tijd zijn Ma plus belle histoire d'amour c'est vous, L'aigle noir, Nantes, La solitude en Une petite cantate.
In 1964 nam Barbara aarzelend een invitatie aan, om te komen optreden in de Duitse stad Göttingen. De hartelijke ontvangst, die zij daar kreeg, was voor Barbara aanleiding haar chanson Göttingen  te componeren en te zingen. In 1967 bezocht zij Göttingen opnieuw en zong het nummer, nu in het Duits. Het grote succes  van dit chanson heeft volgens velen, onder wie ook belangrijke politici, een belangrijke bijdrage geleverd aan de politieke toenadering tussen Frankrijk en de Duitse Bondsrepubliek. In Geismar (Göttingen)  is om dezelfde reden een straat naar Barbara genoemd.

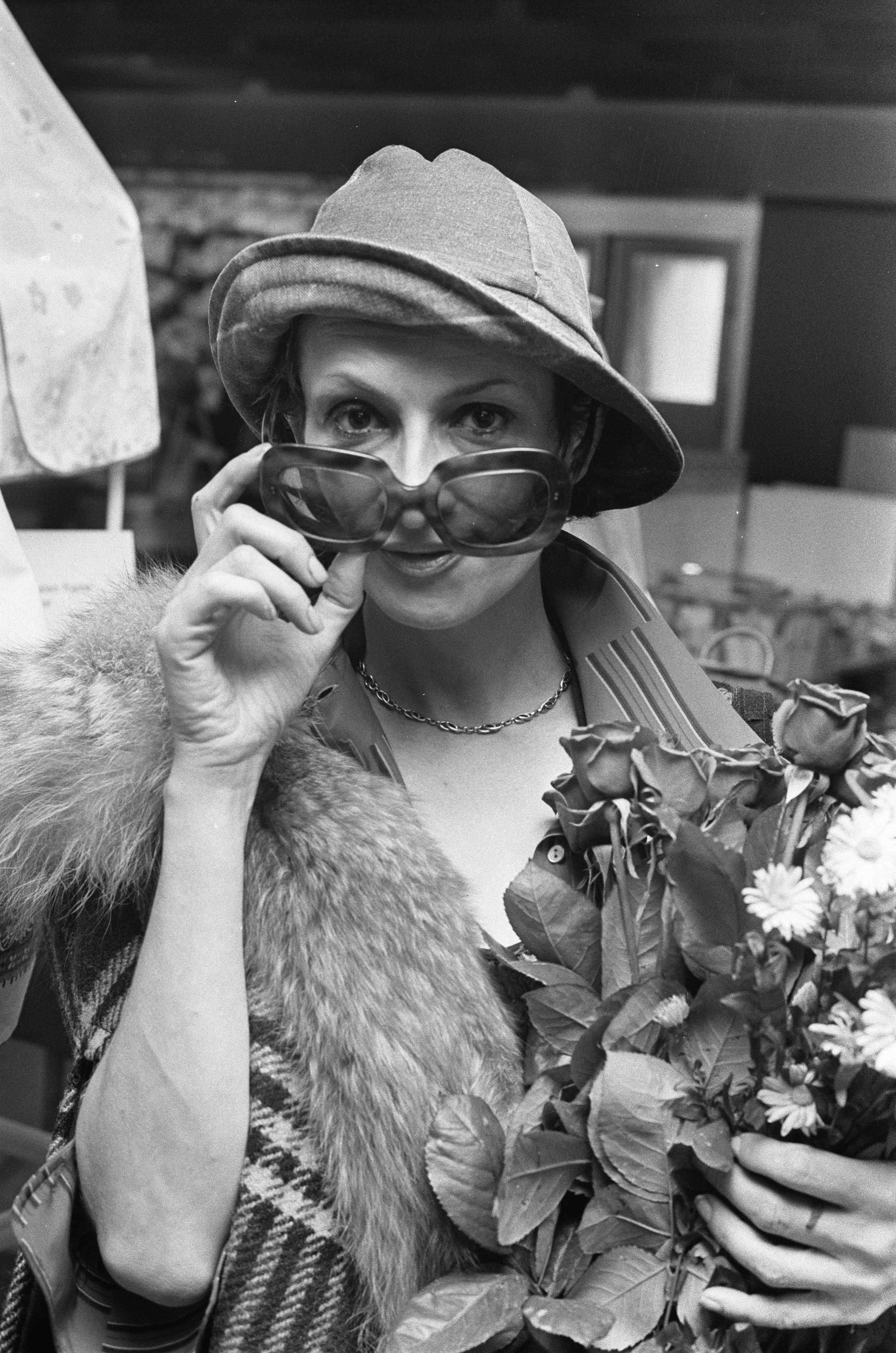
Barbara in Nederland (1973)

In 1965 werd haar album Barbara chante Barbara een groot commercieel succes en ze won de Académie Charles Cros, een belangrijke Franse muziekonderscheiding. Tijdens de uitreiking brak Barbara de trofee in stukjes en deelde die uit aan de technici om haar dankbaarheid te tonen. Ze begon geld weg te geven en haar beroemdheid te gebruiken om hulp te bieden aan arme kinderen.
In 1969 maakte ze bekend dat ze actrice werd. Haar eerste rol was in de musical Madame, van Albert Willemetz, waarin ze een erg mooie travestiet speelde. In 1971 speelde ze samen met Jacques Brel in zijn film Franz waarvoor ze de muziek schreef; een in deze film voorkomende wals is Barbara ook na Brels dood lange tijd blijven zingen. Twee jaar later verscheen L'Oiseau rare, een van de  circa 100 in die tijd  door Jean-Claude Brialy geregisseerde films. Haar laatste rol was in 1977 in de film Je suis né à Venise, geregisseerd door de danser en choreograaf Maurice Béjart.
Op 5 juni 1974, zij woonde sinds januari 1973 in een verbouwde boerderij te Précy-sur-Marne, 30 km ten oosten van Parijs, nam zij een overdosis slaaptabletten in; de hulpdiensten wisten Barbara ternauwernood het leven te redden. Barbara verklaarde korte tijd later, dat zij niet had kunnen slapen, en dat dit geen poging tot zelfmoord was geweest.
In deze jaren zeventig bleef ze ook muzikaal actief. Ze verscheen in een televisieoptreden met Johnny Hallyday en ging op tournee in Japan, Canada, België, Israël, Nederland en Zwitserland.
In de jaren tachtig verscheen haar album Seule dat een van de best verkochte platen in 1981 was. Het jaar daarop kreeg ze de Grand Prix du Disque voor haar bijdrage aan de Franse cultuur. Ze ontwikkelde een nauwe werkrelatie met rijzende filmster Gérard Depardieu en zijn vrouw Élisabeth. In 1982 ging ze naar New York om piano te spelen in de Metropolitan Opera met Michail Barysjnikov in een lied en de presentatie van een balletdans.
In de jaren 80 schreef ze mee aan de muziek voor het stuk Lily Passion met Luc Plamondon. Ze verscheen zelf ook in het stuk samen met Gérard Depardieu. Dat leidde tevens de breuk in met haar vaste accordeonist, Roman Romanelli, met wie ze twintig jaar samenwerkte; hij zag niets in het project, waarop hij zonder omwegen aan de kant werd gezet.
Aan het einde van de jaren tachtig werd Barbara actief in de fondsenwerving voor de behandeling van aids. In 1988 werd zij benoemd in het Legioen van Eer, een hoge Franse onderscheiding.

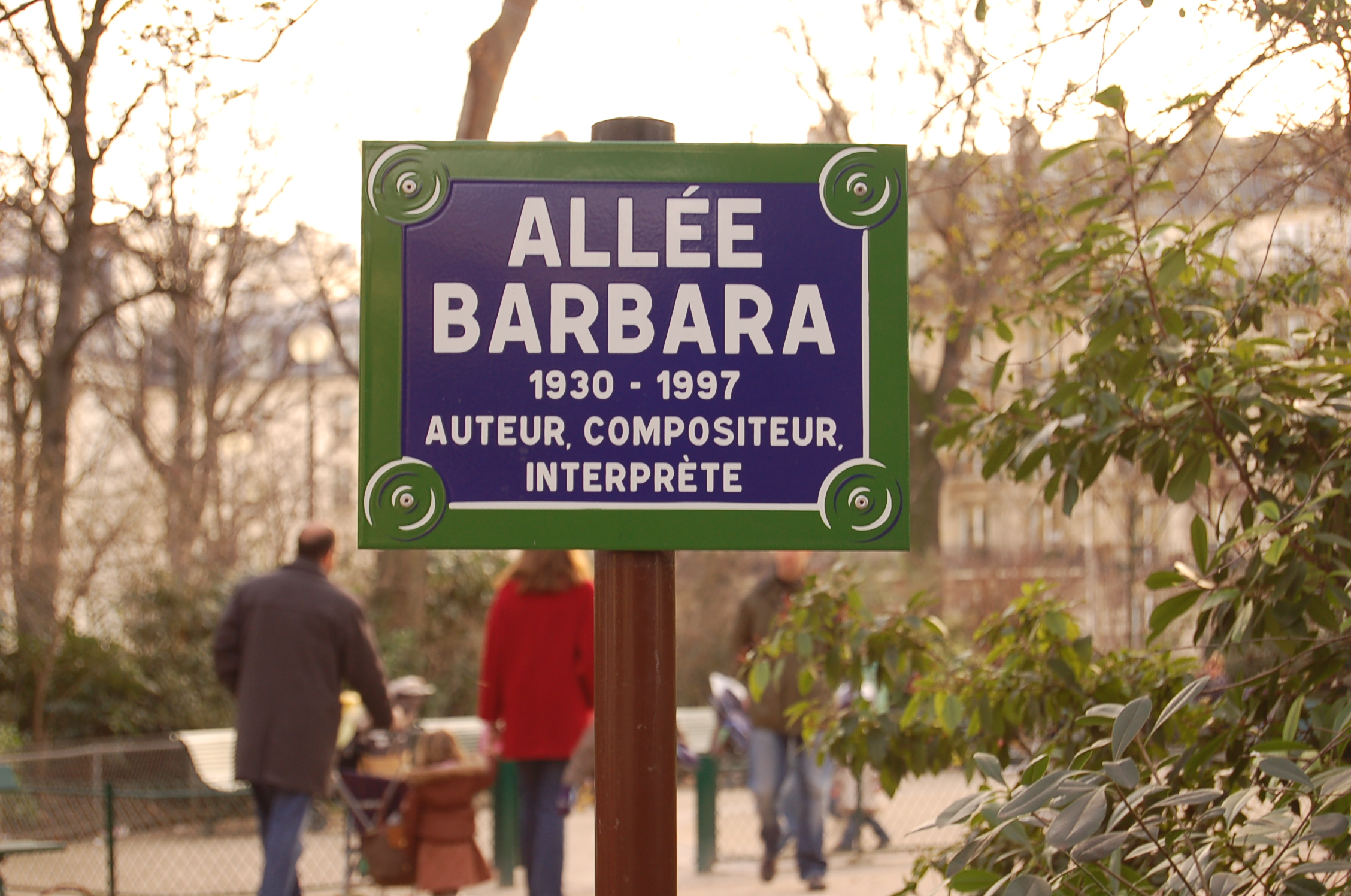
In Parijs is in het park van de wijk Batignolles een laan naar Barbara genoemd

Vanaf december 1996 besteedde ze haar tijd aan het schrijven van haar herinneringen die in 1998 verschenen. Hierin onthult ze onder meer dat ze seksueel misbruikt is door haar vader die vervolgens haar familie heeft verlaten.
Ze is overleden aan ademhalingsproblemen op 24 november 1997. Haar stoffelijk overschot ligt op het Cimetière parisien de Bagneux.
In 1998 heeft de gemeente Saint-Marcellin waar het gezin met Barbara in de Tweede Wereldoorlog was ondergedoken besloten om een plein naar haar te noemen; ook organiseert men er verschillende activiteiten rondom haar. In 2018 werd aan lijn 4 van de Metro van Parijs een station naar haar genoemd; dit station Barbara werd in 2022 geopend.

## Verfilming
In 2017 verscheen een film over haar leven, toepasselijk getiteld Barbara. Jeanne Balibar die de rol van de zangeres vertolkte, werd in 2018 bekroond met zowel de Prix Lumières als de César voor beste vrouwelijke hoofdrol.

## Publicaties (selectie)
- Ignace Schretlen: Alles eindigt met een lied. Georges Moustaki, Charles Aznavour, Barbara, Gilbert Bécaud, Jean Ferrat. Westbroek, Harlekijn, 1981. ISBN 90-6386-027-7
- (fr)  Barbara: Ma plus belle histoire d'amour. L'oeuvre intégrale. Paris, Archipel, 2000. ISBN 2-84187-264-5
- (fr)  Barbara: Il était un piano noir ... Mémoires interrompus. Paris, Fayard, 1998. ISBN 2-213-60015-5